# لایشا ویلکینز
لایشا ویلکینز پرز (زاده ۱۸ مه ۱۹۷۶) بازیگر، مجری و تهیه‌کننده برنامه گفتگوی مکزیکی است. او به زبان‌های انگلیسی، اسپانیایی و فرانسوی مسلط است.

## فیلم‌شناسی

### سینما
| سال  | عنوان                 | نقش       | یادداشت        |
| ---- | --------------------- | --------- | -------------- |
| ۲۰۰۰ | سیگانم لوس بوئنوس     | خودش      | فیلم تلویزیونی |
| ۲۰۰۴ | لوس گراندز آکاپولکو   | میزبان    | فیلم تلویزیونی |
| ۲۰۰۷ | بهتر است گابریلا نمرد | دختر زمان |                |
| ۲۰۱۰ | آنجل کایدو            | پرسفون    |                |
| ۲۰۱۱ | مخالفت                | والریا    |                |
| ۲۰۱۴ | Zwickys               | اریکا     |                |

### تلویزیون
| سال       | عنوان                       | نقش                    | یادداشت‌ها |
| --------- | --------------------------- | ---------------------- | --- |
| ۱۹۹۷      | "میتلا تراوییزا"            | لورینا                 | نقش پشتیبانی |
| ۱۹۹۷      | نسل من                      | ماریانا                | نقش پشتیبانی |
| ۱۹۹۸      | پاکستان                     | امیلیا گونزالز         | نقش اصلی |
| ۲۰۰۰      | عشق دیوانه                  | ربکا بصرل              | مخالف اصلی |
| ۲۰۰۰–۲۰۰۲ | زنان، قضیه‌های زندگی واقعی   | نقش‌های مختلف           | ۶ قسمت |
| ۲۰۰۱      | عاشق اول، یک میلیون تا ساعت | تامارا                 | نقش پشتیبانی |
| ۲۰۰۳      | باجو لا نفس پوست            | پاولا بلتران اورتیز    | مخالفان |
| ۲۰۰۳      | دون فرانسیسکو پرسنتا        | خودش                   | CoHost |
| ۲۰۰۶–۲۰۰۷ | "لا فیا ماست بیللا"         | کارمینا مونوز          | ظاهر ویژه |
| ۲۰۰۸      | قتل زنان                    | گروهبان آلبرز          | - "Sonia, desalmada" (Season 1, Episode 1) - "Mónica, acorralada" (Season 1, Episode 2) - "Margarita, ponzoñosa" (Season 1, Episode 3) - "Jéssica, tóxica" (Season 1, Episode 4) - "Martha, asfixiante" (Season 1, Episode 5) |
| ۲۰۰۸–۲۰۰۹ | اون گنچو ال قلب             | کنستانزا لردو          | مخالف اصلی |
| ۲۰۰۹      | کرازون سالیج                | کنستانزا مونتس دی اوکا | نقش پشتیبانی |
| ۲۰۱۱      | "قوه تقدیر"                 | ماریپاز لومیلی کورئیل  | مخالف اصلی |
| ۲۰۱۳      | "منتیر برای زندگی"          | انیس والدیویا          | ظاهر ویژه |
| ۲۰۱۵      | "که تو خدا رو ببخش"         | زیمنا / دانیلا         | مخالفان |
| ۲۰۱۶–۲۰۱۷ | سه بار آنا                  | جنیفر                  | نقش پشتیبانی |
| ۲۰۱۶–۲۰۱۷ | "لا کاندیداتا"              | لورینا                 | نقش تکراری |